# جرجیس (تونس)
جرجیس (به عربی: جرجیس) شهری در استان مدنین کشور تونس است که جمعیت آن در سرشماری سال ۲۰۰۴ میلادی ۷۰٫۸۹۵ نفر بوده‌است.